# Katarina Mazetti

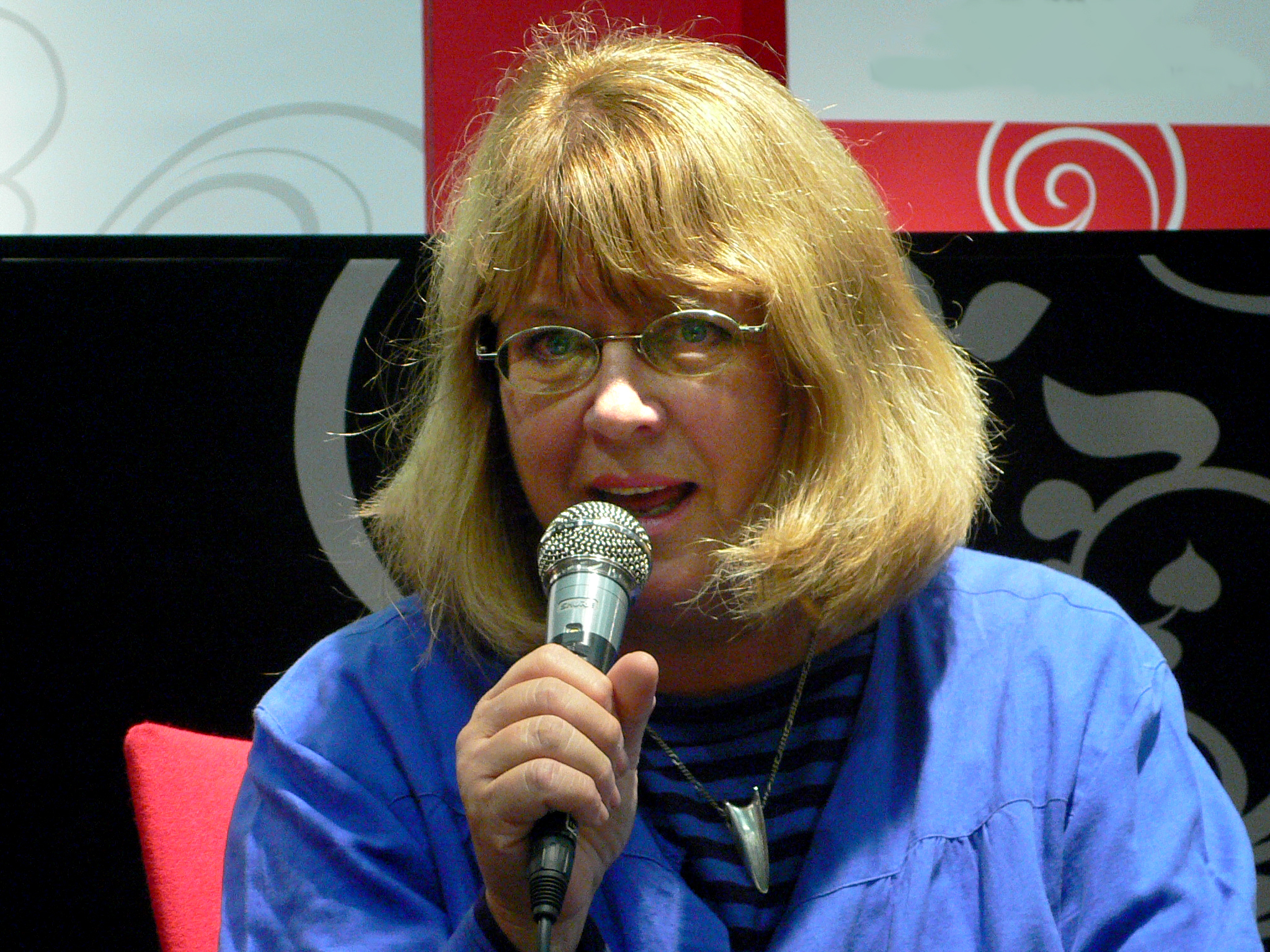
Katarina Mazetti (2007)

Vera Katarina Mazetti (Aussprache [ˈveːra kataˌriːna maˈsɛtːi], * 24. September 1944 in Stockholm, Schweden; † 30. Mai 2025) war eine schwedische Radiojournalistin, Kolumnistin und Schriftstellerin. Mazettis Werke wurden in über 30 Sprachen übersetzt.

## Leben
Katarina Mazetti wuchs in Karlskrona auf. Sie studierte Schwedisch und Englisch in Lund, wo sie auch lebte.
Mazetti war zunächst Lehrerin in Malmö und Umeå, später 15 Jahre Mitarbeiterin beim Schwedischen Radio, u. a. bei den feministischen Radiosendungen Freja! und Radio Ellen, wo sie von 1989 bis 1995 als Produzentin tätig war. 2007 eröffnete sie ein Buchcafé in Malmö, aus dem sie 2012 das Kulturcafé Poeten på hörnet („Der Poet an der Ecke“) machte.
Mazetti spielte Akkordeon, v. a. schwedische Folkmusik, seit den 1970er Jahren in verschiedenen Gruppen.
Sie setzte sich als literarisches Ziel, zehn unterschiedliche Textsorten zu verfassen, u. a. Romane für Erwachsene, Jugendliche und Kinder, Kurzgeschichten, Drehbücher und Lehrbücher.
Auf ihrer Website fasste sie ihr Leben so zusammen: „4 Kinder, 3 Jobs, 2 Ehemänner, 1 Hund“.

## Werke
- Här kommer tjocka släkten, Kinderbuch, 1988, Alfabeta Verlag, ISBN 978-91-501-0384-7
- Köttvars trollformler, Kinderbuch, 1991, Alfabeta Verlag, ISBN 91-501-0464-0
  - Deutsch: Trolls Zauberkeller, 1992, Verlag Nagel & Kimche AG, ISBN 3-423-70415-2
- Jul på Näsbrännan eller Skuggan av en gris. 1993, Stockholm: Sveriges radio, ISBN 91-522-1743-4
- Handbok för martyrer. 1993, Prisma, ISBN 978-91-7037-107-3
- Det är slut mellan Gud och mig, Jugendbuch, 1995, Alfabeta Verlag, ISBN 91-501-0756-9
  - Deutsch: Es ist Schluss zwischen Gott und mir, 1998, Edition Anrich, ISBN 3-407-78820-7
- Det är slut mellan Rödluvan och vargen, Jugendbuch, 1998, Alfabeta Verlag, ISBN 978-91-501-0099-0
  - Deutsch: Los Angeles und zurück, 2001, Beltz, ISBN 3-407-78832-0
- Den hungriga handväskan, 1998, Rabén & Sjögren Verlag, ISBN 978-91-29-63945-2
- Grabben i graven bredvid, Roman, 1999, Alfabeta Verlag, ISBN 91-7712-951-2
  - Deutsch: Der Kerl vom Land, 2001, Piper Verlag, ISBN 978-3-492-23460-3
- Krigshjältar och konduktörer, Novellen, 1999, Alfabeta Verlag, ISBN 91-7712-976-8
- Mazettis blandning, 2001, Alfabeta Verlag, ISBN 91-501-0111-0
- Fjärrkontrolleriet: äventyrs- och kärlekshistoria för barn, Kinderbuch, 2001, Alfabeta Verlag, ISBN 978-91-501-0083-9
- Slutet är bara början, Jugendbuch, 2002, Alfabeta Verlag, ISBN 978-91-501-0180-5
- Tyst! Du är död! Krimi, 2001, Alfabeta Verlag, ISBN 978-91-501-0020-4
  - Deutsch: Jede Menge Ohrenzeugen, 2003, Piper Verlag, ISBN 3-492-27045-X
- Tarzans tårar, Roman, 2003, Alfabeta Verlag, ISBN 978-91-501-0346-5
  - Deutsch: Ein Mann für unsere Mama / Ein Kerl zum Verlieben, 2005, Piper Verlag, ISBN 978-3-492-26233-0
- Mazettis nya blandning, Causerien, 2004, Alfabeta Verlag, ISBN 978-91-501-0525-4
- Familjegraven: en fortsättning på romanen Grabben i graven bredvid, Roman, 2005, Alfabeta Verlag, ISBN 978-91-501-0525-4
  - Deutsch: Mein Kerl vom Land und ich: Eine Liebesgeschichte geht weiter, 2006, Piper Verlag, ISBN 978-3-96148-202-3
- Ottos äventyr, Kinderbuch, 2005, Gleerups Bumerang, ISBN 978-91-40-64473-2
- Mazettis julblandning, Erzählungen, 2006, Alfabeta Verlag, ISBN 978-91-501-0765-4
- Mitt himmelska kramdjur, Roman, 2007, Alfabeta Verlag, ISBN 978-91-501-0870-5
- Plötsligt på Märtas kondis, Erzählung in Slump, einem „kollektiven Roman“, 2008, Hotel Gothia Towers, ISBN 978-91-633-3142-8
- Blandat blod, Roman, 2008, Historika Media Verlag, ISBN 978-91-7593-014-5
- Mitt liv som pingvin, Roman, 2008, Alfabeta Verlag, ISBN 978-91-501-0943-6
  - Deutsch: Mein Leben als Pinguin, 2010, Ullstein Buchverlage, ISBN 978-3-550-08784-4
- Kusinerna Karlsson 1: Spöken och spioner, Kinderbuch, 2012, Alfabeta Verlag, ISBN 978-91-501-1433-1
  - Deutsch: Die Karlsson-Kinder: Spukgestalten und Spione, 2014, dtv Verlagsgesellschaft, ISBN 978-3-423-62663-7
- Kusinerna Karlsson 2: Vildingar och vombater, Kinderbuch, 2012, Alfabeta Verlag, ISBN 978-91-501-1460-7
  - Deutsch: Die Karlsson-Kinder: Wombats und wilde Kerle, 2014, dtv Verlagsgesellschaft, ISBN 978-3-423-62664-4
- Berättelser för till- och frånskilda, Erzählungen, 2013, Alfabeta Verlag, ISBN 978-91-501-1590-1
- Kusinerna Karlsson 3: Vikingar och vampyrer, Kinderbuch, 2013, Alfabeta Verlag, ISBN 978-91-501-1461-4
  - Deutsch: Die Karlsson-Kinder: Wikinger und Vampire, 2015, dtv Verlagsgesellschaft, ISBN 978-3-423-64010-7
- Kusinerna Karlsson 4: Monster och mörker, Kinderbuch, 2013, Alfabeta Verlag, ISBN 978-91-501-1577-2
  - Deutsch: Die Karlsson-Kinder: Diebe und Dämonen, 2015, dtv Verlagsgesellschaft, ISBN 978-3-423-62695-8
- Kusinerna Karlsson 5: Skräckbåten och svarta damen, Kinderbuch, 2014, Alfabeta Verlag, ISBN 978-91-501-1671-7
  - Deutsch: Die Karlsson-Kinder: Gruselschiff mit schwarzer Dame, 2016, dtv Verlagsgesellschaft, ISBN 978-3-423-64021-3
- Sluta vara offer, hör ni! Novelle in Vår kamp: feministiska noveller, 2014, Mix Förlag, ISBN 978-91-87671-29-6
- Snö kan brinna, Roman, 2015, Alfabeta Verlag, ISBN 978-91-501-1768-4
- Kusinerna Karlsson 6: Pappor och pirater, Kinderbuch, 2015, Alfabeta Verlag, ISBN 978-91-501-1721-9
  - Deutsch: Die Karlsson-Kinder: Papas und Piraten, 2016, dtv Verlagsgesellschaft, ISBN 978-3-423-64025-1
- Kusinerna Karlsson 7: Skunkar och skatter, Kinderbuch, 2016, Alfabeta Verlag, ISBN 978-91-501-1902-2
- Kusinerna Karlsson 8: Fällor och förfalskare, Kinderbuch, 2017, Alfabeta Verlag, ISBN 978-91-501-1956-5
- Det finns inga talangscouter, Erzählung in Brev till min dotter, Hg. Elcim Yilmaz, 2017, Bokförlaget Forum, ISBN 978-91-37-14980-6
- Kusinera Karlsson 9: Trassel och trumpeter, Kinderbuch, 2018, Alfabeta Verlag, ISBN 978-91-501-2021-9
- Kusinera Karlsson 10: Dödskallar och demoner, Kinderbuch, 2019, Alfabeta Verlag, ISBN 978-91-501-2075-2
- Mannen i vagnen bredvid, Krimi in Mord på blanka juldagen, Kurzgeschichten-Anthologie, 2019, Bokförlaget Semic, ISBN 978-91-552-6714-8
- Spritsmugglarens julafton och nio andra julnoveller, Kurzgeschichten über Weihnachten, 2020, Ekström & Garay, ISBN 978-91-89217-85-0